# 2006年英格兰
2006年在英格兰发生的事件

## 任职者
- 君主： 伊丽莎白二世

## 事件

### 一月
- 1月20日- 泰晤士河鲸：鲸在伦敦的泰晤士河被发现。
- 1月24日- 斯文·戈兰·埃里克森 宣布，在今年夏天德国的世界杯赛后，他将退出英格兰国家足球队。 埃里克森，57岁，已经管理英格兰队五年。他作为瑞典人，是英格兰队的第一个非英语的经理人。[1]

### 二月
- 2月3日- 伊斯兰主义在丹麦驻伦敦大使馆外示威为响应 《日德兰邮报》穆罕默德的漫画的争议。
- 2月9日- 政府宣布儿童支助机构将废除。
- 2月19日- 英国电影学院 颁奖仪式在伦敦举办。
- 2月22日- 塞科利达库抢劫：约53亿英镑(92万美元)被盗。英国犯罪的历史中最大的现金抢劫。
- 2月27日- 作家迈克尔·贝金特和理查德·利在高等法院上告兰登书屋。声称，最畅销小说、丹·布朗的《达芬奇密码》包含他们1982年的书圣血的圣杯的思想。

### 三月
- 3月20日- 英国媒体奖项 颁奖仪式在伦敦多切斯特举办。
- 3月28日- 理事会工人为养恤金权利罢工。

### 四月
- 4月7月- 法官彼得·史密斯为达芬奇密码版权案作出判决：丹·布朗没有侵犯迈克尔·贝金特和理查德·利的版权。 心血来潮的法官为判断本身包含一个编码的消息。
- [2]
- 4月12日- 哈里王子作为一名军官在皇家军事学院Sandhurst的主权游行上晕过去了。
- 4月18日- 标致汽车宣布计划在一年内关闭近60年的，1979年从克莱斯勒公司购买的旧汽车厂。
- 4月21日- 伊丽莎白二世 在温莎庆祝她80岁生日。

### 五月
- 5月4日
  - 英格兰 部分地区举行地方政府选举.
  - 米德尔斯F.C 经理人 史蒂夫·麦克拉伦，同意在世界杯之后加入英格兰国家足球队。
  - [3]

### 六月
- 6月9日至11日- 2006年英国大奖赛在银石赛道举行。 费尔南多·阿隆索 先 迈克尔·舒马赫 和 莱莱科宁 赢得了世界卫冕冠军，同时当地的英雄 巴顿 在赛前因机油泄漏退赛。
- 6月10日- 英格兰足球队在世界杯上的第一场比赛，并以1-0战胜了 巴拉圭。[4]
- 6月15日- 英格兰足球队在世界杯上的第二场比赛，并以2-0战胜了 特立尼达和多巴哥。
- 6月20日- 英格兰足球队通过了世界杯的淘汰阶段，以2-2打平 瑞典 完成了小组内最后一场比赛。
- 6月25日
  - Children's Party at the Palace纪念女皇80岁生日。
  - 福尔克纳 大法官，拒绝了谋杀受害者家庭提出的“所有杀人犯被判处不少于最低25年的监禁”的呼吁。[5]
  - 英格兰足球队 在第二场比赛中因大卫·贝克汉姆的进球以1-0击败厄瓜多尔，并进入了世界杯四分之一决赛。
- 6月29日-  保守党的鲍勃*奥尼尔赢得了布罗姆利和奇斯尔赫斯特的补选。

### 七月
- 7月- 2006年欧洲热浪 影响英国。
- 7月1日- 英格兰足球队的世界杯之旅结束。在打平之后因处罚输给葡萄牙。[6]
- 7月22日- 93年后，阿森纳F.C. 从海布里球场搬到了 联合酋长国的体育场。在达成15年赞助协议之后，场馆以 航空公司 命名。这个容纳六万座位的体育场是继缅因路球场后英国最大的俱乐部体育场，是 曼彻斯特城足球俱乐部从1923年沿用至2003年的主场。

### 八月
- 8月1日- 史蒂夫·麦克拉伦被正式任命为英格兰国家足球队的经理人。[7]
- 8月10日- 警察逮捕了许多参与2006年跨大西洋航机恐怖袭击阴谋的人员，机场启用了更严密的安全检查。

### 九月
- 8月9日- 在威尼斯电影节上，海伦·米伦《英女皇 (電影)》中出演了黛安娜王妃死后的伊丽莎白二世，被誉为最佳演员 。[8]
- 9月20日- 电视节目主持人 理查德·哈蒙德 在拍摄Top Gear时因喷气引擎汽车事故造成脑损伤。

### 十月
- 10月1日- 2005年监管改革(消防安全)开始生效，改革要求英格兰和威尔士的所有非本国房地拥有一个火灾风险评估。
- 10月26日- 爱丁堡公爵正式为阿森纳足球俱乐部的新体育场开幕。[9]

### 十一月
- 11月23日- 亚历山大·利特维年科在伦敦因Polonium-210中毒身亡。.[10]

### 十二月
- 12月2日- 在伊普斯维奇附近的一条小溪上发现一名年轻女子的尸体。她的死亡最初被视为“不明原因”。
- 12月4日- 两天前在伊普斯维奇发现的女性尸体被确定为一名的当地25岁妓女吉马·亚当斯（Gemma Adams）。据称她的死因可疑，警方发起谋杀案调查。此外警方还担心另外一名伊普斯维奇妓女，19岁的塔尼亚·尼科尔（Tania Nicol）从10月30日起也失踪了。
- 12月7日- 龙卷风袭击伦敦。
- 12月8日- 失踪的伊普斯维奇妓女塔尼亚·尼科尔（Tania Nicol）的尸体被发现在该镇的郊区。
- 12月9日，伊普斯维奇警方对塔尼亚·尼科尔（Tania Nicol）的死亡事件进行了谋杀调查，并承认她有可能遇到了杀死吉马·亚当斯（Gemma Adams）的同一人。
- 12月10日- 伊普斯维奇地区发现了第三名妓女身体。
- 12月14日，伊普斯维奇又发现另外两名妇女死亡，并确认两人都是妓女，这意味着警方正在调查五起谋杀案。
- 12月12日- Ryton汽车工厂倒闭，2300人面临失业。标致206的生产在几个月前提前被转移到斯洛伐克。
- 12月18日- 一名37岁男子因涉嫌谋杀五名伊普斯维奇妓女而在菲利克斯托夫附近被捕。他名叫Tom Stephens，是一名Tesco超市的工作人员。
- 12月19日，一名48岁的叉车司机史蒂夫·怀特（Steve Wright）因涉嫌与伊普斯维奇妓女谋杀事件有关被作为第二个嫌疑人被捕，而警方则有更多时间审问第一名疑犯。
- 12月21日 - 史蒂夫·赖特被指控伊普斯维奇妓女谋杀案，而汤姆·斯蒂芬斯被保释，等待进一步查询。
- 12月25日 - 长达21年的节目中，温迪·理查德（Paul Wendy Richard）扮演的角色保罗·福勒（Pauline Fowler）在圣诞节当天在阿尔伯特广场因脑肿瘤死亡。她最好的朋友多特·布朗宁（Dot Branning）（由简·布朗扮演），宝莲（Pauline）的儿子马丁·福勒（Martin Fowler）和她的侄子伊恩·比尔（Ian Beale）在广场上发现她已经死亡。近1200万观众观看她的退出，并使其成为这个圣诞节最受关注的节目。

## 死亡
- 12月18日– 奥运冲刺跨栏运动员-劳里·泰特  (1934年生)

## 相关
- 2006 in the united kingdom